# سامنوروود، تگزاس
سامنوروود (به انگلیسی: Samnorwood) یک منطقهٔ مسکونی در ایالات متحده آمریکا است که در شهرستان کولینگزورث، تگزاس واقع شده‌است. سامنوروود ۴٫۲ کیلومتر مربع مساحت و ۵۱ نفر جمعیت دارد و ۶۷۰ متر بالاتر از سطح دریا واقع شده‌است.